# Château et parc de la Louvière
Le château et le parc de la Louvière sont situés à Montluçon, en France.

## Localisation
Le château et le parc de la Louvière se trouvent à l'est du centre ville de la commune de Montluçon, près du cimetière de l'Est, dans le département de l'Allier, en région Auvergne-Rhône-Alpes.

## Historique
Le château de la Louvière a été construit entre 1926 et 1953 pour l'industriel montluçonnais François-Joseph Troubat (1874-1968) par l'architecte René Sappin des Raynaud (1878-1951). Deux ailes en hémicycle ont été ajoutées en 1954.
Le château et son parc ont été légués à la ville de Montluçon en 1976.
Le château et le parc sont inscrits au titre des monuments historiques  par arrêté du 7 février 1994. L'ensemble est ouvert à la visite.

## Description
Le château est librement inspiré du Petit Trianon de Versailles et correspond, comme son mobilier et son décor d'origine, au goût de François-Joseph Troubat pour le XVIIe siècle et le XVIIIe siècle. Le corps de logis central comporte sept travées. Un avant-corps en forme d'arc de triomphe précède la travée centrale ; on y accède par un escalier aux marches incurvées. L'édifice est couvert par une terrasse, dont la longue balustrade de pierre surmonte la façade, sauf au niveau du fronton triangulaire qui couronne la travée centrale.

## Musée
Le château abrite un musée où sont exposés des peintures, des tapisseries et des objets d'art du XVIIe siècle au XIXe siècle, réunis par François-Joseph Troubat.
Parmi les peintures présentées, on note un Défilé arabe d'Eugène Fromentin et Panthée devant Cyrus de Laurent de La Hyre (1606-1656) ainsi que des tableaux de Joseph-Marie Vien, Jean-Jacques Lagrenée et Fantin-Latour.

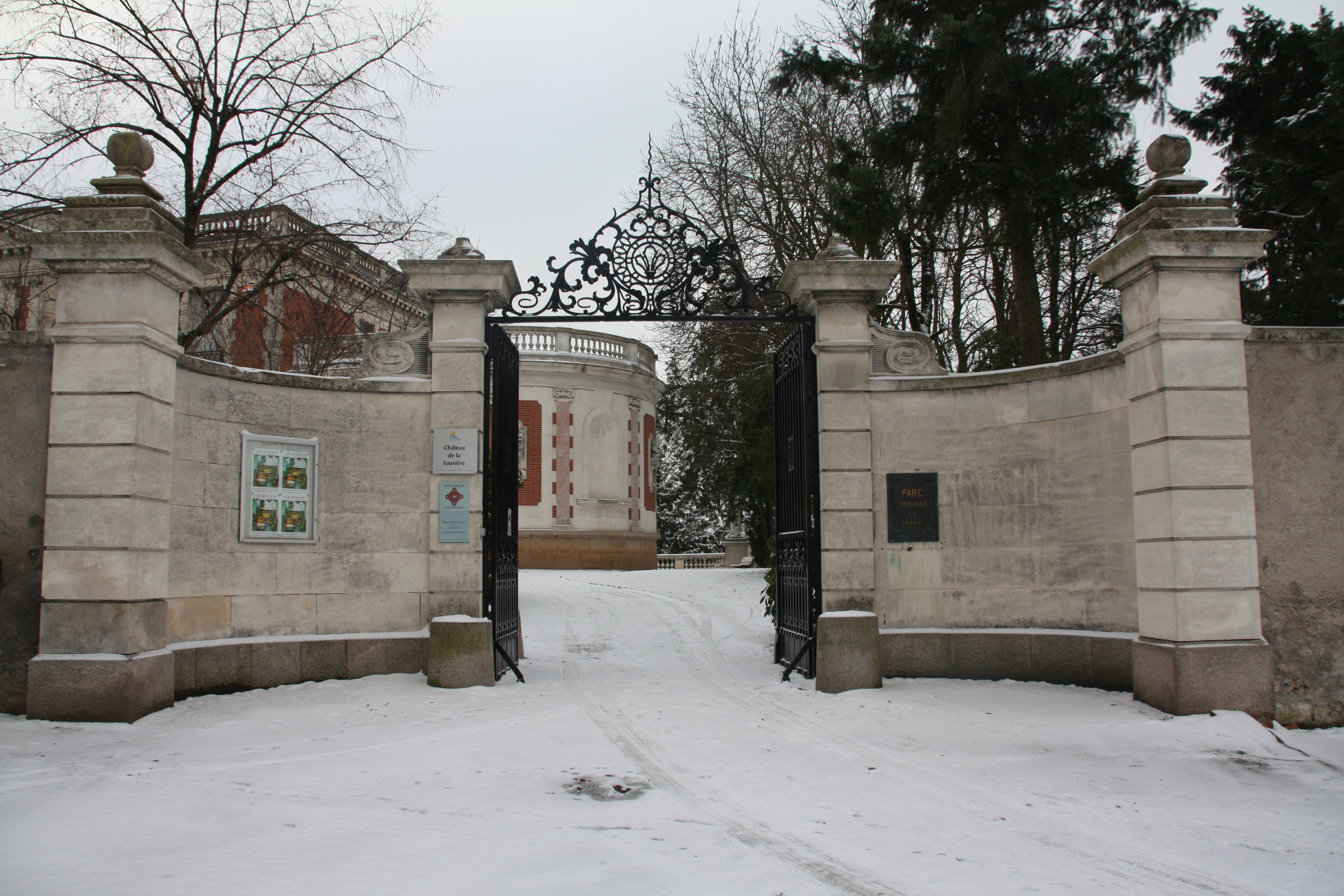
Portail d'entrée dans le parc.

## Parc
Créé en 1926, le parc, dessiné par Troubat lui-même, est un mélange de jardin à la française et de jardin à l'anglaise. Des sculptures et une volière sont présentes.

## Valorisation du patrimoine
Le château accueille des expositions temporaires dans la galerie et dans l'orangerie, parmi lesquelles on compte la première exposition rétrospective du peintre péruvien Herman Braun-Vega en 1987.